# Ricardo Fernández Deu
Ricardo Fernández Deu (Barcelona, 11 de diciembre de 1948) es un abogado y periodista español.

## Trayectoria
Profesional de los medios de comunicación, periodista y abogado, sus inicios en los medios se remontan al año 1965, en Radio Juventud de Barcelona, de donde pasaría ese mismo año a Radio España de Barcelona. En 1969, ingresó por oposición en Radio Nacional de España y comenzó a trabajar en Televisión española, presentando desde Cataluña diversos programas informativos. En el año 1974 se traslada a Madrid, desde donde presenta numerosos programas, desde el espacio divulgativo Temas al Telediario (1976-1977) o 300 millones (1977).
En 1977 asume la dirección del primer Telediario en catalán, Miramar, en el Centro Territorial de Cataluña, y en 1981 es nombrado director del centro emisor de Radio Nacional de España, donde más tarde y hasta 1988 realizaría diversos programas, como Aquí te espero que estuvo en antena muchos años. Su voz está ligada, tanto en RNE como en TVE, a un sinnúmero de transmisiones institucionales, entre ellas el retorno del presidente Tarradellas y las primeras elecciones al Parlamento catalán.
En 1982, es nombrado Gerente municipal de Barcelona para la Copa Mundial de Fútbol "España 82", teniendo a su cargo cuantos acontecimientos se celebran con tal motivo en la Ciudad Condal, excepto la competición deportiva.
En 1983 se instala de nuevo en Madrid donde presenta y dirige el programa matinal de Radiocadena Española, a cuyo término regresa a la pequeña pantalla y a Radio Nacional con diversas producciones, entre las que destaca "Mas vale tarde", que se mantiene en antena varias temporadas.
En 1989 participa en el controvertido programa de televisión Tribunal popular, en el que se debatían distintos temas de actualidad, con la mecánica de un juicio. Fernández Deu, actuando como abogado defensor, contraponía sus argumentos a los de Javier Nart, que ejercía de fiscal, mientras que Xavier Foz asumía el papel de juez. El programa se mantuvo en pantalla con gran éxito hasta 1991.
Dos años después, recuperó el formato de un viejo programa en su día presentado por Federico Gallo: Ésta es su vida. El proyecto, sin embargo, no obtuvo la repercusión que se esperaba.
En 1992, fue el comentarista de las ceremonias de los Juegos Olímpicos de Barcelona, presentó junto a Raffaela Carrá el programa producido por la RAI y TVE con ocasión de la puesta en marcha de Eutelsat, con Ednita Nazario la gala del Quinto Centenario desde Puerto Rico, y junto a Inés Sastre el programa de fin de año de Televisión Española "¡Por fin 92!".
Ha sido consejero de la 'Corporació Catalana de Ràdio i Televisió' (1995-1999) y de 'Informació i Comunicació de Barcelona' (2008-2014).
También intervino en política y en la Legislatura 1999-2003 fue elegido Diputado al Parlamento de Cataluña por las listas del Partido Popular.
Es abogado en ejercicio, consultor en temas de comunicación, y participa asiduamente en diversas tertulias de Radio y Televisión.
En 2002 se le concedió la Gran Cruz de la Orden del Mérito Civil, y en 2013 la Creu de Sant Jordi que otorga la Generalidad de Cataluña, en reconocimiento a su trayectoria profesional. Está en posesión, además, de la Antena de Oro (1988), el Premio al mejor trabajo periodístico en Radiodifusión (1990), el Premio Nacional del Seguro (1991), el Premio a toda una vida dedicada a la Radio y la TV (2010), y el Premio Federico Gallo concedido por la Academia de la Radio (2014), entre otras distinciones.